# Eqip Sermia
L'Eqip Sermia ou glacier Eqi est un glacier du Groenland. Il appartient administrativement à Avannaata.

## Géographie
Le front glaciaire s'étend sur 4,5 km de longueur.

## Histoire
Le glacier a été étudié par Jean Nevière et Paul Perroud des Expéditions polaires françaises en 1948-1949.

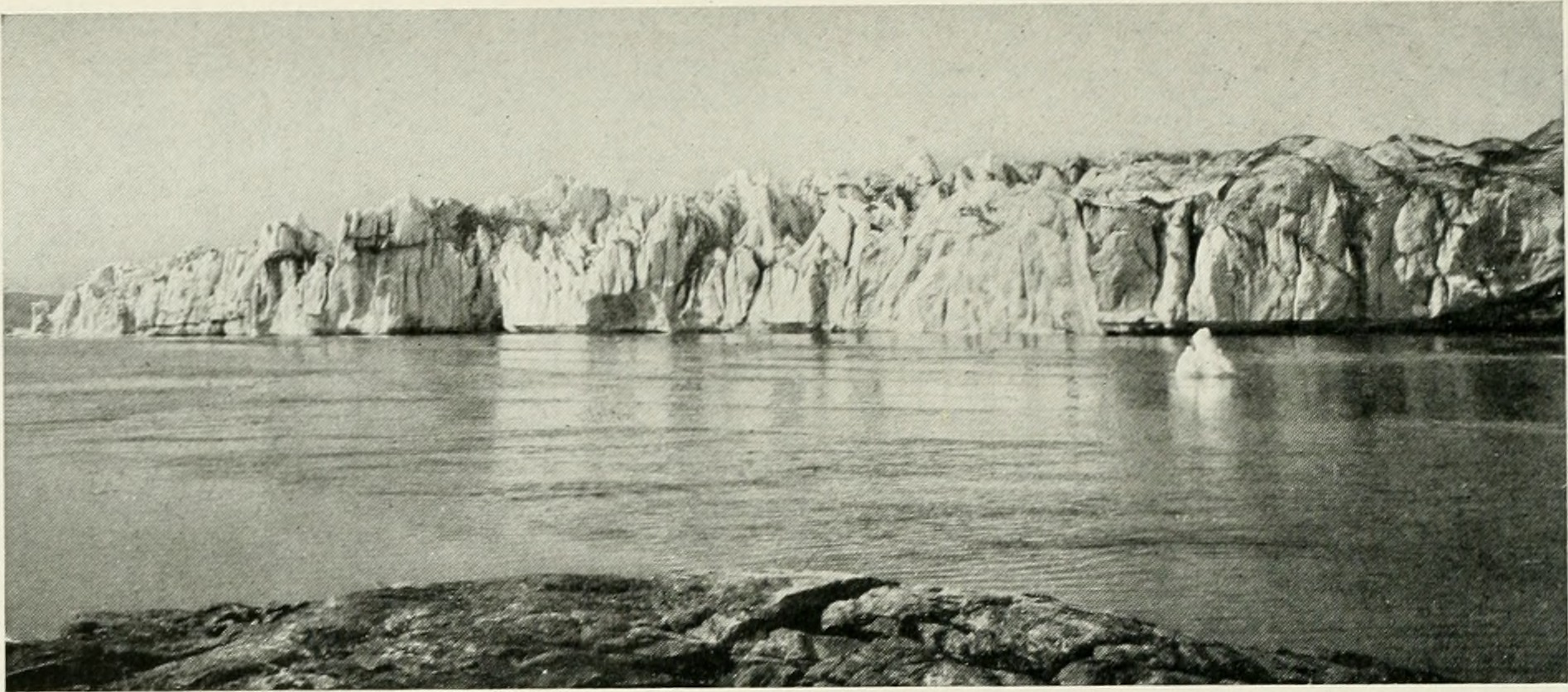
Photographie de l'Eqi en 1918.
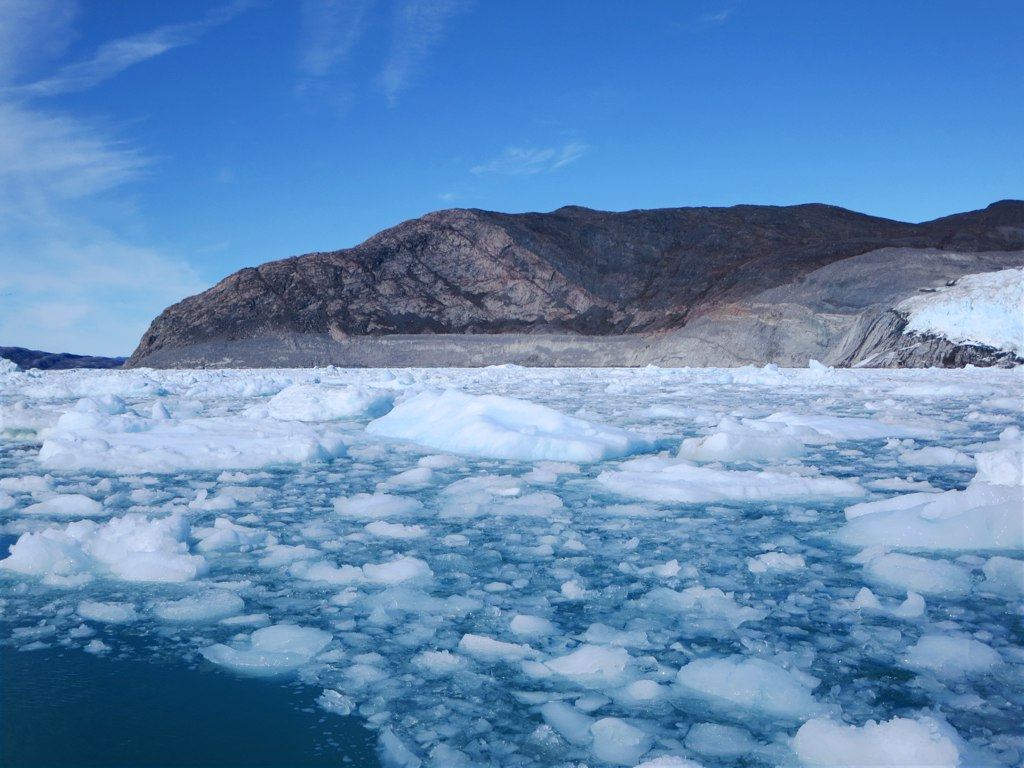
Vue du flanc de colline décapé, montrant le retrait du glacier (2016).
- Vêlage de l'Eqi en 2023.